# Szabó-Nyulász Melinda
Szabó-Nyulász Melinda (1973. szeptember 4. –) animációs rendező, illusztrátor, művészeti oktató.

## Életpályája
1973. szeptember 4-én született. Képző és Iparművészeti Szakközépiskolában végezett grafika szakon, egyetemi diplomáit a Moholy-Nagy Művészeti Egyetemen, (MOME) szerezte animáció és tanár szakon. Aktívan alkot illusztrátorként, animációs rendezőként, és művészeti oktatóként egyaránt.

## Főbb művei

### Animációs filmek
- Realignment/Köztespont (festett animációs rövidfilm) 2017 – tervező, rendező
- Megálló (báb animációs rövidfilm) 2013 – tervező, rendező
- Eltűnt Idő /Lost Time (animációs rövidfilm) 2021- tervező, rendező

### Animációs klipek
- Veronaki zenekar: Átkelés a tengeren – tervező, rendező
- Veronaki zenekar: Csimpi-Csámpi – tervező, rendező
- Veronaki zenekar: Fut a kicsi csacsi – tervező, rendező
- Veronaki zenekar: Eső ess – tervező, rendező
- Veronaki zenekar: Három sárga kacsa éneke – tervező, rendező
- Veronaki zenekar: Csizmadal – tervező, rendező
- Veronaki zenekar: Mondóka – tervező, rendező
- Veronaki zenekar: Ó te Marabu! – tervező, rendező
- Veronaki zenekar: Ezt, azt, meg amazt – tervező, rendező

### Illusztrációs munkák
- Bajkeverő mesék 1. Valaki mindig láb alatt van /2020 Katica- Könyv Műhely/ – szerző, illusztrátor
- Bajkeverő mesék 2. Már megint minden a  feje tetejére áll  /2020  Katica- Könyv Műhely/ – szerző, illusztrátor
- Ecsédi Orsolya: Meleg a helyzet! (Pokkernapló 1) /2020 Könyvmolyképző Kiadó) – illusztrátor
- Stiglincz Milán: Kincskeresés Nagymaroson  /2021 MÓRA/ – illusztrátor
- Romhányi József: Mese az egér farkincájáról  /2021 MÓRA/ – illusztrátor
- Stepanovic Predrag: Nyulacska huszonöt meséje  /2021 MÓRA/ – illusztrátor
- Az ég meséi (Tematikus válogatás Aesopus meséiből)  /2021 MEDIO/ – illusztrátor
- A víz meséi (Tematikus válogatás Aesopus meséiből)  /2021 MEDIO/ – illusztrátor

## Díjak, elismerések
Eltűnt idő/ Lost Time- animációs rövidfilm
Winner/ Díj
- SHORT to the Point: Best Animation
- Long Story Shorts Internationa Film Festival: Best Animation
- Lacorne Intl. Film Festival: Best Animation
- Europe Film Festival: Best Animation
- Ars Sacra Filmfesztivál – Magyar Művészeti Akadémia Könyvkiadó különdíj

Nominated/Nominált státusz
- Best Director Award – Super Short Film
- Filmoptico – Int. Art Visual and Film Festival
- London Short Film: Best Short Film
- 2021 ARFF Paris // International Awards: Best Animation
- Long Story Shorts Internationa Film Festival: Best Short Film
- Long Story Shorts Internationa Film Festival: Best Director
- Long Story Shorts Internationa Film Festival: Best Editor

Selected/Jelölés
- T-Short Animated film Online Festival
- Best Director Award – Super Short Film: Semi-Finalist
- Lift-Off Online Sessions
- Prague International Monthly FIlm Festival
- SHORT to the Point
- London X4 – Seasonal Short Film Festival /Honorable mention
- Prague International Monthly FIlm Festival
- Rome Independent Prisma Awards
- London Shorts
- Short Cut Filmfestival
- Lift-Off online sessions
- Rome Independent Prisma Awards: Semi-Finalist

Köztespont/Realignment- festett animációs rövidfilm
- Anima Mundi /Official Selection 2018/
- Tofuzi Filmfestival  /Official Selection 2018/
- Animatou Genéve  /Official Selection 2018/
- Alexander Trauner Art/Film Festival   /Official Selection 2018/
- Busho Film Festival (panorama 2018)
- Ottava International Animation Festival (Salon des Refusés 2018)  /Official Selection 2018/
- Open-Air Filmfest Weiterstadt  /Official Selection 2018/
- Cut Out Fest International Animation Festival  /Official Selection 2018/
- Intermediaciones – videoarte y video experimental  /Official Selection 2018/
- Festival Internacional para la Niñez y la Adolescencia KOLIBRI  /Official Selection 2018/
- KAFF 2019  /Official Selection 2019/

Megálló- báb animációs rövidfilm
- Utolsó Csepp Filmfesztivál 2003 /legjobb animációs film/